# Chaco tigre
Chaco tigre is een spinnensoort in de taxonomische indeling van de bruine klapdeurspinnen (Nemesiidae).
Chaco tigre werd in 1995 beschreven door Goloboff.